# Mr. Review
 Mr. Review  és una banda dels Països Baixos de ska formada per Roel Ording i Arne Visser en 1983. Foren actius a partir de 1983 i fins a 1999, quan que es dissolgueren i van decidir anar cadascú pel seu camí separadament.

## La historia
La Banda de Ska Mr. Review fou fundada en 1983 a Amsterdam. El bateria Roel Ording i el guitarrista Arne Visser havien estat en una banda abans quan van conèixer el cantat 'Dr. Rude'. Els tres xicots compartien el mateix amor per l'Ska i el Reggae. Aviat trobaren un pianista i un saxofonista i començaren la banda. Arne Visser sempre fou l'escriptor de les cançons. Els concerts en pubs locals eren llavors seguits per un contracte amb Rècords d'Unicorn, Londres, on es va llançar l'àlbum llegendari 'Walking Down Brentford Road'. La carretera Brentford és l'adreça de Jamaica del llegendari estudi Studio One, on enregistraven les seves cançons les grans llegendes del Ska. El títol de l'àlbum és l'homenatge de la banda a aquests pares de Ska i Reggae.
El seu àlbum de debut va tenir molt d'èxit i la banda viatjava vivament a molts festivals a Europa. Els seus grans espectacle portava a la seva fama dins de l'escena Ska internacional.
La música de la banda és Ska incloent-hi una gran secció de llautó.
El 1994 el segon àlbum 'Lock, Stock and Barrel' era enregistrat. Els fanzines internacionals l'anomenaven el millor grup de Ska de l'any. El 1995 surt l'àlbum en directe 'Keep The Fire Burning' i se'n fa un gran ressò dels seus concerts a les revistes arreu del món.
Quan la banda va decidir parar de tocar, l'Arne Visser i el Dr. Rude continuaven en una banda nova anomenada "Rude & Visser".

## Membres
- Dr. Rude: vocals, percussion
- Arne Visser: guitar, vocals, harmònica
- Roel Ording: bateria
- Hans Hoffmann: tenorsax
- Remco Korporaal: altosax
- Julian Kok: trombó
- Nico Maruanaya: baix
- Andre Stuivenberg: piano
- Milco van Zijtveld: trompeta

## Discografia
- 1989: Walkin' Down Brentford Road - Studio album (Unicorn Records/Grover Rec.)
- 1994: Lock, Stock & Barrel - Studio album (Grover Rec.)
- 1995: The street where I'm living - Single (Grover Rec.)
- 1995: Keep the fire burning - Live album (Grover Rec.)
- 1998: One Way Ticket to Skaville - Best-of compilation (Moon Records)
- 2010: XXV - Studio album (MR Records)